# Ernst Hartmann (Maler)
Ernst Hartmann (* 21. Mai 1818 in Welsleben, Provinz Sachsen; † 26. Juni 1900 in Düsseldorf) war ein deutscher Historienmaler und Illustrator der Düsseldorfer Schule.

## Leben
Hartmann studierte in Dresden, Berlin und Antwerpen. Von 1847 bis 1849 war er Mitglied des Deutschen Künstlervereins in Rom. Zeitweise war er Redakteur der Zeitschrift Über Land und Meer in Stuttgart. Später lebte Hartmann in Düsseldorf, wo er Mitglied des Künstlervereins Malkasten war und im Haus des Fabrikanten für Künstlerfarben Franz Schoenfeld in Pempelfort, Adlerstraße 41a, wohnte und arbeitete. Am 19. September 1888 verlieh ihm Friedrich Wilhelm II. von Mecklenburg den Titel Professor. Er war Mitglied der Magdeburger Freimaurerloge Ferdinand zur Glückseligkeit.

## Werke (Auswahl)

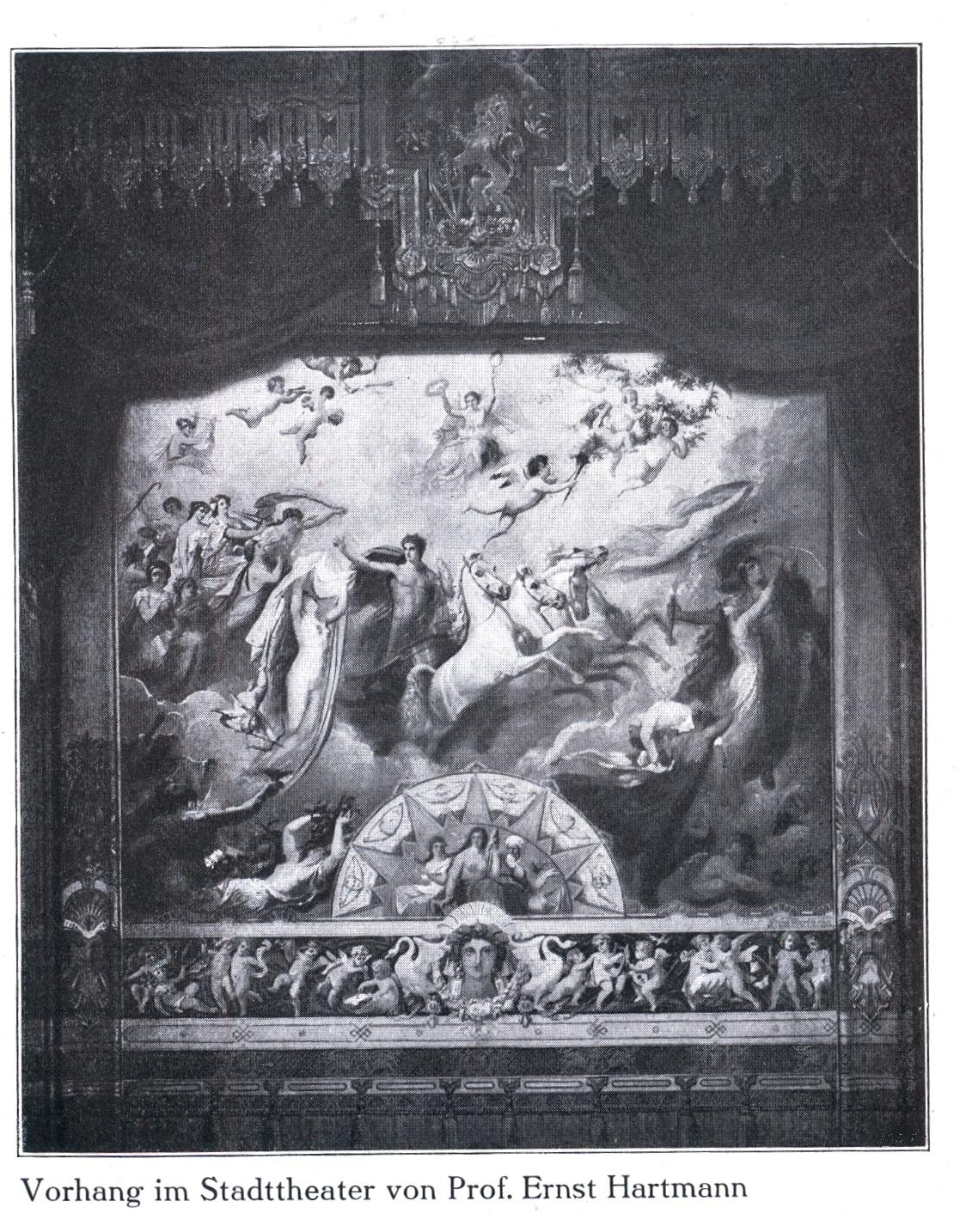
Theatervorhang für das Stadttheater Düsseldorf, 1875

- Composition zum Prometheus-Mythos, Berliner akademische Kunstausstellung 1844
- Bremer Ansichten, kolorierte Holzstiche nach Originalzeichnungen von Robert Geissler, 1865[5]
- Theatervorhang für das Stadttheater Düsseldorf, 1. Preis im Wettbewerb des Kunstvereins für die Rheinlande und Westfalen, 1870, 1875–1926 als Hauptvorhang im Gebrauch[6]